# Gwiazdozbiór Feniksa
Feniks (łac. Phoenix, dop. Phoenicis, skrót Phe) – niezbyt jasna, niewyraźna, 37. co do wielkości konstelacja nieba południowego. Położona przy południowym krańcu Erydanu. W szerokości geograficznej Polski niewidoczna (w południowej Polsce (Opołonek) granica gwiazdozbioru wznosi się na około dwa stopnie ponad horyzont). Jest to względnie mała konstelacja, ale największa spośród nowożytnych. Naniesiona pod koniec XVI wieku przez holenderskiego astronoma Petrusa Planciusa na podstawie obserwacji holenderskich nawigatorów Pietra Dirkszoona Keysera oraz Fredericka de Houtmana. Została wyodrębniona na obszarze nieba znanym Arabom jako Łódź zacumowana u brzegów gwiezdnej rzeki. Opisana w dziele Uranometria Johanna Bayera w 1603 roku. W czasach wcześniejszych gwiazdy Feniksa należały do gwiazdozbioru Erydanu. Liczba gwiazd widocznych nieuzbrojonym okiem: około 40.

## Mity i legendy
Według legendy feniks był nieprawdopodobnie pięknym mitycznym ptakiem, który miał jakoby żyć 500 lat. Pod koniec życia z cynamonowej kory i kadzideł zbudował gniazdo, w którym umierał, jak twierdzą niektórzy, w płomieniach. Z jego prochów rodził się mały feniks. Śmierć i odrodzenie były postrzegane jako symbol codziennego wschodu i zachodu Słońca.
Grupa gwiazd tworząca Feniksa była uważana przez różne kultury za ptaka. Konstelację nazywano Gryfem, Orłem, Młodymi Strusiami (Arabia) i Ognistym Ptakiem (Chiny).

## Wybrane obiekty
Konstelacja położona jest daleko od Drogi Mlecznej, a jedynymi obiektami interesującymi obserwatorów amatorów są gwiazdy podwójne i galaktyki.

### Gwiazdy
Są blade, ale wyraźnie tworzą zarys startującego ptaka widzianego od przodu. Jasna Alfa oznacza głowę, a Beta, Zeta, Eta i Epsilon tworzą resztę korpusu. Natomiast Gamma i Delta tworzą jedno skrzydło, a ciemna Jota i Theta to drugie skrzydło. Trio w kształcie kija golfowego złożone z Alfy, Kappy i Epsilona tworzy najwyraźniejszy asteryzm konstelacji.
W tej konstelacji zaledwie siedem gwiazd ma jasność większą niż 4m.
- Alfa Phoenicis (α Phe), czyli Ankaa o jasności 2,40m. Nazwa ta po arabsku oznacza po prostu Feniksa, chociaż czasem nazywana była Nair al-Zaurak, czyli „jasna gwiazda w łodzi”, ponieważ Arabowie w tej części nieba widzieli łódź płynącą przez pobliską rzekę Erydan. Ankaa to gwiazda spektroskopowo podwójna o okresie aż 10,5 roku, główny składnik układu jest pomarańczowym olbrzymem. Układ jest odległy o 77 lat świetlnych od Słońca.
- Beta Phoenicis (β Phe) – o jasności 3,32m, również jest układem podwójnym. Składniki to dwa żółte olbrzymy typu widmowego G8 i jasności 4 oraz 4,1m. Ich okres orbitalny wynosi około 168 lat, a dzieli je na niebie zaledwie 0,3 sekundy łuku. Katalogowa odległość do układu szacowana jest na 165-200 lat świetlnych.
- Trzecia co do jasności, Gamma Phoenicis (γ Phe), jest olbrzymem typu M o barwie czerwonej, zmieniającym jasność w zakresie 3,39-3,49m. Gwiazda znajduje się w odległości 234 lat świetlnych.
- Zeta Phoenicis (Wurren) to układ wielokrotny składający się z czterech gwiazd. Dwie najjaśniejsze tworzą układ podwójny zaćmieniowy typu Algol, którego jasność zmienia się od 3,9 do 4,4 m z okresem 40 godzin. W pobliżu, w odległości odpowiednio 0,8 i 6,4 sekundy łuku, znajdują się słabsze składniki o jasności o jasności 7,2 i 8,2m. Kwartet ten jest odległy od Słońca o około 300 lat świetlnych[3].
- Inną wartą uwagi gwiazdą zmienną jest SX Phoenicis, prototyp rodziny gwiazd zmiennych o tej samej nazwie.

### Galaktyki
W obrębie konstelacji nie ma żadnych jasnych obiektów głębokiego nieba.
- Najjaśniejszą galaktyką jest NGC 625 (11,7m), należąca do grupy galaktyk Rzeźbiarza. Owalna,widoczna niemal dokładnie z boku spirala jest łatwa do zobaczenia przy pomocy 20-centymetrowego teleskopu[1].
- Ozdobą konstelacji jest grupa galaktyk Kwartet Roberta odległa od nas o 160 mln lat świetlnych. Zgodnie z nazwą Kwartet składa się z czterech galaktyk zaobserwowanych po raz pierwszy przez Johna Herschela w latach 30. XIX wieku. Są to dwie galaktyki spiralne (NGC 89 i NGC 88) o jasności 14,1 i 14,2m, nieregularna galaktyka z poprzeczką NGC 87 (14,1m) oraz najjaśniejsza i największa spośród nich galaktyka spiralna NGC 92 (12,9m).